# 约翰·科林斯 (赛艇运动员)
约翰·科林斯（英語：John Collins，1989年1月24日—），英国男子赛艇运动员。他曾代表英国参加世界赛艇锦标赛，获得一枚银牌。他也曾参加2016年和2020年夏季奥林匹克运动会。